# Singair
Singair è un sottodistretto (upazila) del Bangladesh situato nel distretto di Manikganj, divisione di Dacca. Si estende su una superficie di 217,38 km² e conta una popolazione di 231.628 abitanti (dato censimento 1991).